# 亞歷山大·蕭馬斯
亞歷山大·蕭馬斯（法語：Alexandre Schaumasse）是一位法國天文學家、彗星和小行星的發現者。

## 科學發現
他的發現包括週期彗星蕭馬斯彗星（24P/Schaumasse）及兩顆非週期彗星C/1913 J1（Schaumasse）或1913 II、C/1917 H1（Schaumasse）或1917II。
他分別於1921年和1928年發現了兩顆小行星：小行星971和小行星1114。
尼斯天文台台長加斯頓·法耶（Gaston Fayet）委託他負責彗星探測器（Chercheur de comètes），這是第一次世界大戰後德國向法國提供的 25 公分（F/D 7.2）折射望遠鏡。然而，天文學家羅伯特·瓊克赫雷]]（Robert Jonckhèere）表示，由於該儀器“存在巨大像差”，他似乎從未使用該儀器進行過任何認真的觀測。他最常用的兩種儀器是大赤道儀（他用它記錄大部分觀察結果）和小赤道儀（現在的夏洛瓦圓頂）。
1914年，第一次世界大戰期間，他在法國軍隊服役時受重傷，在醫院住了至少一年。
1917年，法國科學院授予亞歷山大·蕭馬斯瓦爾茲獎（Prix Valz）。1943年，他被授予拉朗德獎。
彗星探測器所在的建築建於1931年，現在以他的名字命名為蕭馬斯圓頂。小行星1797以他來命名。
| 小行星971  | November 23, 1921 | MPC |
| 小行星1114 | November 17, 1928 | MPC |

## 外部連結
- Nice Observatory brief biography (archive URL) （法語）
- History of the Schaumasse telescope of the Observatory of Nice
- Double stars discovered at the Observatory of Nice - Robert Jonckheere, Journal des Observateurs, Vol. 27, p.1 （页面存档备份，存于）
- Discovery of the asteroid 1928 WA (1114 Lorraine) （页面存档备份，存于）
- Ephemeris of the Comet 1917 b (Schaumasse) （页面存档备份，存于）